# Jules de Laurière
Pour les articles homonymes, voir Laurière (homonymie).
Jules de Laurière, né le 2 décembre 1825 à La Rochefoucauld en Charente et mort à Paris le 3 octobre 1894, est un archéologue amateur français et une figure pionnière de la photographie en matière archéologique.

## Famille
Né Mathieu, Louis, Jules Pasquet du Bousquet de Laurière, Jules de Laurière est le fils de Clair Mathieu Pasquet du Bousquet de Laurière (1767-1831), écuyer, avocat, conseiller du prince de Condé, maire de Saint-Projet, et de Marie-Victoire de Jean de Jovelle (1782-1847). 
La famille Pasquet du Bousquet de Laurière, originaire de l'Angoumois, a été anoblie en 1702 ; ses armes portent « d'azur au chevron d'or accompagné d'un croissant d'argent accosté de 2 étoiles du même et en pointe d'une sphère d'argent posée sur un pied d'or », elle compte dans ses rangs trois chevaliers de Saint-Louis. 
Jules de Laurière est resté sans alliance ni descendance. 

## Carrière
Jules de Laurière  est archéologue et passionné de photographie. 
Il est membre de plusieurs sociétés savantes ; en 1844, il devient membre correspondant de la Société archéologique et historique de la Charente ; il est élu en 1 868 membre titulaire de la Société française de numismatique et d’archéologie, en 1876 de la Société des antiquaires de France et de la Société de géographie. Il est nommé secrétaire de la Société française d'archéologie en 1877 et membre résident de la Société des antiquaires de France en 1887. Il est secrétaire général du Bulletin monumental des Monuments historiques.
Il fait partie en 1873 de la mission archéologique menée par Antoine Héron de Villefosse, chargé par le ministère de l’Instruction publique de relever des inscriptions récemment découvertes dans la province de Constantine en Algérie et de rapporter trois monuments antiques conservés à Lambèse pour le musée du Louvre ; Laurière est chargé du relevé des plans et de la couverture photographique ; il réalise une cinquantaine de clichés dont une vingtaine de tirages sont conservés dans les archives du musée du Louvre
Il publie différents articles sur l'église Saint-Yves-des-Bretons à Rome dont il déplore la destruction. Il a photographié de nombreux monuments français.

## Publications
- « Deux mausolées africains : le Medracen et le Tombeau de la Chrétienne  », Bulletin monumental ou collection de mémoires et de renseignements sur la statistique monumentale de la France, vol. 40,‎ 1874, p. 305-347 (lire en ligne).
- « Funérailles du cardinal Robert Guibé. Un mot sur la chapelle des Guibé à Rennes », dans Congrès archéologique de France. Séances générales tenues par la Société française pour la conservation des monuments historiques à Vannes, 1881, Paris, 1882, p. 257-263.
- « L'église Saint-Yves des Bretons à Rome, ses dalles funéraires et ses inscriptions», dans Congrès archéologique de France. Séances générales tenues par la Société française pour la conservation des monuments historiques à Caen, 1883, Paris, 1884.
- avec Eugène Müntz : Giuliano da Sangallo et les monuments antiques du Midi de la France au XVe siècle, 1885, 36 p.-[6] f.